# Suurõ-Ruuga
Suurõ-Ruuga es una aldea del municipio de Rõuge, en el condado de Võru, Estonia. Según el censo de 2021, tiene una población de 14 habitantes.
Está ubicada al sur del condado, cerca del Suur Munamägi —el punto más alto del país, con una altitud de 318 metros— y del lago Rõuge Suurjärv.